# Kommunalwahl in Nürnberg 1990

Kleines Wappen der Stadt Nürnberg
Großes Wappen der Stadt Nürnberg

Die Kommunalwahl in Nürnberg 1990 fand, wie in ganz Bayern, am 18. März 1990 statt. Neben dem Nürnberger Oberbürgermeister wurde auch der Rat der Stadt Nürnberg gewählt.

## Ausgangslage
- DKP: 1
- SPD: 35
- Grüne: 4
- FDP: 1
- CSU: 30

Unter den Sitzen der SPD befindet sich der des Oberbürgermeisters.
Bei der Stadtratswahl 1984 in Nürnberg betrug die Wahlbeteiligung bei 350.283 Stimmberechtigten 61,2 % Prozent. Als Oberbürgermeister wurde bei der Oberbürgermeisterwahl am 18. Oktober bzw. 8. November 1987 Peter Schönlein von der SPD in der Stichwahl mit 57,6 % der abgegebenen Stimmen gewählt. Stärkste Fraktion im Nürnberger Stadtrat wurde die SPD mit 46,1 % der Stimmen (34 Sitze), vor der CSU (41,4 %, 30 Sitze) und den Grünen (5,8 %, 4 Sitze). Da es bei der Kommunalwahl keine 5-Prozent-Hürde gibt, ist auch die FDP mit 2,4 % und einem Sitz sowie die DKP mit 1,9 % und ebenfalls einem Sitz im Stadtrat vertreten. Die restlichen 2,7 % der abgegebenen Stimmen entfielen zu 1,1 % auf die NPD, zu 0,6 % auf das Wahlbündnis FNW, zu je 0,4 % auf die ÖDP und die Nürnberger Bürgergruppe sowie zu 0,2 % an die LD.

## Wahl des Oberbürgermeisters
In den Großen Kreisstädten Bayerns lautet der Titel des von den Bürgern direkt gewählten ersten Bürgermeisters „Oberbürgermeister“. Den zweiten und dritten Bürgermeister wählt der Stadtrat in Nürnberg aus seinen Reihen. Der amtierende Oberbürgermeister Peter Schönlein von der SPD wurde hierbei bei der freiwillig vorgezogenen Wahl im ersten Wahlgang mit absoluter Stimmenmehrheit zum zweiten Mal nach 1987 gewählt.
Das amtliche Endergebnis der Wahl des Oberbürgermeisters am 18. März 1990 lautete wie folgt:
| Partei                    | Kandidat             | Bild                        | Stimmen (absolut) | Stimmen (in Prozent) |
| ------------------------- | -------------------- | --------------------------- | ----------------- | -------------------- |
| SPD                       | Peter Schönlein      | Peter Schönlein (2009)      | 122.201           | 51,8 %               |
| CSU                       | Oscar Schneider      | Oscar Schneider (2015)      | 87.124            | 36,9 %               |
| REP                       | Rudolf Heindl        |                             | 10.047            | 4,3 %                |
| Freie Wähler              | Matthias Krusche     |                             | 6.217             | 3,2 %                |
| GRÜNE                     | Klaus-Peter Murawski | Klaus-Peter Murawski (2019) | 6.712             | 2,4 %                |
| FDP                       | Jürgen Doeblin       |                             | 3.908             | 1,7 %                |
| Die Guten                 | Kurt Gebhardt        |                             | 3.032             | 1,3 %                |
| DKP                       | Herbert Stiefvater   |                             | 1.438             | 0,6 %                |
| ÖDP/FWN                   | Dieter Jakob         |                             | 846               | 0,4 %                |
| Bürgerpartei Freie Wähler | Walter Pfleiderer    |                             | 663               | 0,3 %                |

## Wahl des Stadtrates
Die Nürnberger Stadträte sind, wie in Kommunalverwaltungen üblich, ehrenamtlich tätig. Die berufsmäßigen Stadträte (in Nürnberg als Leiter der jeweiligen Referate als Referenten bezeichnet) werden direkt vom Stadtrat für 6 Jahre gewählt. Sie sind Mitglied des Stadtrates und haben Rede-, aber kein Stimmrecht. In der Regel finden die Wahlen der Referenten in Nürnberg kurz vor der nächsten Kommunalwahl statt.
Der Nürnberg Stadtrat besteht aus 70 Mitgliedern. Da es keine 5-Prozent-Hürde gibt, ist es möglich, mit ca. 1,4 % der abgegebenen Stimmen einen Sitz zu erhalten. Anders als auf Bundes- und Landesebene werden auf Kommunalebene nur selten Wahlumfragen gemacht. Deshalb war es nicht möglich, die aktuelle Stimmung in Nürnberg wiederzugeben.
Jeder Wähler hat so viele Stimmen, wie der Stadtrat Sitze hat. Bei der Kommunalwahl in Bayern können die Wähler kumulieren und panaschieren. Jeder Wahlberechtigte hat 70 Stimmen, was der Anzahl der zu wählenden Stadtratsmitglieder entspricht. Es ist möglich, einem Kandidaten bis zu drei Stimmen zu geben. Es können auch Kandidaten von unterschiedlichen Parteilisten gewählt werden, jedoch darf die Gesamtzahl von 70 Stimmen nicht überschritten werden. Es ist ebenfalls möglich, eine komplette Parteiliste anzukreuzen, wobei jeder Kandidat der Liste eine Stimme erhält. Aus der angekreuzten Liste können auch Kandidaten gestrichen werden.

### Wahlergebnis
- SPD: 33
- Grüne: 6
- FDP: 2
- CSU: 26
- REP: 4

Unter den Sitzen der SPD befindet sich der des Oberbürgermeisters.
Amtliches Endergebnis nach Auszählung aller Stimmgebiete:
| Partei                    | Stimmen (absolut) | Stimmen (in Prozent) | Veränderung zu 1984 (in Prozentpunkten) | Sitze |
| ------------------------- | ----------------- | -------------------- | --------------------------------------- | ----- |
| SPD                       | 6.413.654         | 43,1 %               | −3,0 %                                  | 32    |
| CSU                       | 5.399.198         | 36,3 %               | −5,1 %                                  | 26    |
| GRÜNE                     | 1.233.829         | 8,3 %                | +2,5 %                                  | 6     |
| REP                       | 999.301           | 6,7 %                | nicht angetreten                        | 4     |
| FDP                       | 499.589           | 3,4 %                | +1,0 %                                  | 2     |
| DKP                       | 118.816           | 0,8 %                | −0,8 %                                  | –     |
| ÖDP/FWN                   | 102.713           | 0,7 %                | −0,3 %                                  | –     |
| Bürgerpartei Freie Wähler | 50.520            | 0,3 %                | nicht angetreten                        | −     |
| NPD                       | 46.974            | 0,3 %                | −0,8 %                                  | −     |

Sitzverteilung im Nürnberger Stadtrat seit 1946 jeweils zu Anfang der Legislaturperiode

## Briefwahl
Zu allen Wahlen können die Nürnberger Bürger Briefwahlunterlagen beantragen.